# Спрінг-Гілл (Індіана)
Спрінг-Гілл (англ. Spring Hill) — місто (англ. town) в США, в окрузі Меріон штату Індіана. Населення — 95 осіб (2020).

## Географія
Спрінг-Гілл розташований за координатами 39°50′5″ пн. ш. 86°11′33″ зх. д. / 39.83472° пн. ш. 86.19250° зх. д. (39.834603, -86.192551).  За даними Бюро перепису населення США в 2010 році місто мало площу 0,28 км², уся площа — суходіл.

## Демографія
Згідно з переписом 2010 року, у місті мешкало 98 осіб у 55 домогосподарствах у складі 31 родини. Густота населення становила 353 особи/км².  Було 60 помешкань (216/км²).
Расовий склад населення:
| - 78,6 % — білих - 17,3 % — чорних або афроамериканців - 1,0 % — корінних американців |

До двох чи більше рас належало 3,1 %. Частка іспаномовних становила 0,0 % від усіх жителів.
За віковим діапазоном населення розподілялося таким чином: 4,1 % — особи молодші 18 років, 46,9 % — особи у віці 18—64 років, 49,0 % — особи у віці 65 років та старші. Медіана віку мешканця становила 64,7 року. На 100 осіб жіночої статі у місті припадало 117,8 чоловіків;  на 100 жінок у віці від 18 років та старших — 118,6 чоловіків також старших 18 років.
Середній дохід на одне домашнє господарство  становив 178 960 доларів США (медіана — 96 250), а середній дохід на одну сім'ю — 173 536 доларів (медіана — 133 750). 
Цивільне працевлаштоване населення становило 51 осіб. Основні галузі зайнятості: науковці, спеціалісти, менеджери — 29,4 %, освіта, охорона здоров'я та соціальна допомога — 27,5 %, виробництво — 13,7 %, роздрібна торгівля — 5,9 %.